# Cryptodifflugiidae
A Cryptodifflugiidae az Arcellinida Phryganellina csoportjának kládja.

## Történet
Típusnemzetsége a Cryptodifflugia, ezt Penard 1890-ben írta le. Ma ennek szinonimája az 1904-ben Cash által leírt Difflugiella. Másodikként felfedezett nemzetsége a Wallesella, ezt Georges-Victor Deflandre 1928-ban írta le, a Meisterfeldia nemzetséget 2016-ban írta le Bobrov 5 fajjal, ebből 3 új, 2 korábban a Cryptodifflugia faja volt. Ennek 6. faját, a Meisterfeldia bitsevit 2021-ben írták le Bobrov és Mazel.
1942-ben Jung hozta létre a csoportot, melybe a Cryptodifflugiát (benne a Difflugiellával), a Phryganellát és a Wailesellát sorolta. 1964-ben áthelyezték Alfred R. Loeblich és Helen Tappan a Phryganellát az eredetileg szintén 1942-ben Jung által létrehozott önálló Phryganellidae kládba, emellett ide sorolták a Petalopella nemzetséget is.
A Phryganellina csoportba sorolta Bovee 1985-ben.
Bobrov 2016-ban írta le a Meisterfeldiát, de ekkor nem tudta megvizsgálni sejtplazmája tartalmát, és nem tudott molekuláris adatokat se szerezni róla, mert nem talált élő példányt, azonban mivel átmenet a sugaras szimmetriájú Cryptodifflugia és a kétoldali szimmetriájú Wailesella közt, új nemzetségként írta le.
Bobrov és Mazei 2017-es összefoglalójában a Cryptodifflugia heynigi és a Cryptodifflugia lamingerae a Cryptodifflugia leírásának való meg nem felelésük, a C. sakotschawi és a C. kelensis leírásuk kiadatlansága, a korábbi C. turfacea és C. vanhoornei retorta alakú sejtjük alapján más nemzetségbe való tartozásuk miatt nem szerepeltek, ez utóbbiakat 2016-ban a Meisterfeldia nemzetségbe sorolták. 2018-ban Dumack et al. igazolták, hogy a Phryganellidae klád testvércsoportja, együtt alkotva a Phryganellinát.
Lahr et al. 2019-ben igazolták, hogy a Phryganellina, benne a Cryptodifflugiidae kláddal, bazális az Arcellinida többi kládjához képest. Adl et al. ugyanekkor a Meisterfeldiát és a Wailesellát DNS-szekvencia-információ nélküli nemzetségekként írták le. 2022-ben a Cryptodifflugiidae egyetlen igazolt nemzetségeként írták le González-Miguéns et al. a Cryptodifflugiát, a Meisterfeldia és a Wailesella Arcellinida incertae sedisként szerepeltek.

## Morfológia
Elágazó, hegyes, csőszerű vagy lapuló konopódiumot képző amőbsklád átlátszó, általában erős, váza alakú héjjal és mozgáshoz is használt, a héj nyílásától függetlenül kialakuló kúpos állábakkal.
A Meisterfeldia kétoldali szimmetriájú tojás alakú, színtelen, sárga vagy barna, fehérjetartalmú, nem mineralizált, 6–10 μm hosszú, 3–4 μm vastag és ugyanilyen mély héjjal rendelkezik ventrálisan ferde nyakon lévő vagy szubterminális helyzetű 2–5 μm-es kerek vagy ellipszis alakú nyílással, egyes fajaiban álszájjal. A Meisterfeldiával szemben egyes Cryptodifflugia-fajok héjfelszínét homokszemcsék boríthatják.
Egyes fajai operculummal rendelkeznek, ez alapján határozta meg Frederick Page a C. operculatát, melyet Bobrov és Mazei 2017-ben a Cryptodifflugia oviformis szinonimájaként írtak le. A Cryptodifflugia pusilla közel négyzetes héjú, a Cryptodifflugia compressa nyílása vastag ajakkal rendelkezik, a C. c. ovata nyílása körül azonban ez nincs jelen.

## Élőhely
Bár számos faja kozmopolita, vannak meghatározott területeken élő fajai, például a Cryptodifflugia angulata Ausztráliában ismert, a Cryptodifflugia leachi Kanadában. 3 Cryptodifflugia-faj kozmopolita élőlény.
Legalább 2 Cryptodifflugia-, 2 Meisterfeldia- és 1 Wailesella-faj tőzeglápokban is él.
Egyes fajai, például a Meisterfeldia bitsevi megtalálhatók városi erdőkben – a M. bitsevit a moszkvai Bicevszkij-erdőben fedezték fel 2021-ben.

## Ökológia
Gyakran fordul elő több faja egymással és más amőbákkal együtt.

## Genetika
Első ismert 18S rDNS-ű faja, az Cryptodifflugia operculata 18S rDNS-e 1946 bp hosszú, a GenBankben JF694280 azonosítójú, GC-tartalma 44,86%. Aktinjai a Tubulinida, a Nolandella, az Arcella mitrata, a Heleopera sphagni, a Pyxidicula operculata, a Nebela és a Hyalosphenia aktinjainak rokonai.

## Filogenetika
A jelenleg csak a Phryganella nemzetséget tartalmazó, vagyis monotipikus Phryganellidae testvércsoportja.